# Global Commission on Drug Policy
De Global Commission on Drug Policy werd in 2011 opgericht door (voormalige) wereldleiders en denkers die vonden dat er een alternatief nodig was voor de wereldwijde oorlog tegen drugs. De commissie brengt een jaarlijks rapport over de drugsproblematiek uit.
De hoofdzetel is gevestigd in Genève. In de schoot van de commissie ontstonden drie regionale commissies: 'The Latin American Commission on Drugs and Democracy', 'West Africa Commission on Drugs' en 'The Eastern and Central European and Central Asian Commission on Drug Policy'.

## Alternatief drugsbeleid
De commissie stelde in 2014 vijf alternatieve beleidslijnen voor de oorlog tegen drugs voor:
- maak van verslaving een zaak van volksgezondheid
- verzeker de toegang tot wettelijke farmacotherapie
- decriminaliseer het persoonlijk gebruik en bezit van drugs
- vertrouw op alternatieve straffen, bied oplossingen voor socio-economische probleemsituaties en voorzie een ontsnappingstraject
- reguleer de drugverkoop en dring de georganiseerde misdaad terug

## Commissiesamenstelling

### Voorzitters
Sinds haar oprichting zaten drie mensen de commissie voor:
- Fernando Henrique Cardoso, voormalig president van Brazilië, voorzitter van 2011 tot 2016
- Ruth Dreifuss, voormalig president van Zwitserland, voorzitter van 2016 tot 2020
- Helen Clark, voormalig eerste minister van Nieuw-Zeeland, voorzitter sinds 2020

### Leden
De leden en voormalige leden van de commissie zijn:
- Louise Arbour, voormalig Canadees Hoge Commissaris voor de Mensenrechten
- Pavel Bém, voormalig burgemeester van Praag
- Richard Branson, Brits ondernemer
- Fernando Henrique Cardoso, voormalig president van Brazilië
- Maria Cattaui, voormalig voorzitter van de Zwitserse internationale kamer van koophandel
- Helen Clark, voormalig eerste minister van Nieuw-Zeeland
- Nick Clegg, voormalig Brits vice premier
- Ruth Dreifuss, voormalig president van Zwitserland
- Mohammed el-Baradei, voormalig directeur-generaal van het Internationaal Atoomenergieagentschap
- Geoff Gallop, voormalig premier van West-Australië
- César Gaviria, voormalig president van Colombia
- Anand Grover, voormalig VN rapporteur
- Michel Kazatchkine, voormalig speciaal afgezant van de VN voor HIV/AIDS in Oost-Europa en Centraal Azië
- Aleksander Kwaśniewski, voormalig president van Polen
- Ricardo Lagos, voormalig president van Chili
- Kgalema Motlanthe, voormalig president van Zuid-Afrika
- Olusegun Obasanjo, voormalig president van Nigeria
- George Papandreou, voormalig eerste minister van Griekenland
- Michèle Pierre-Louis, voormalig eerste minister Haïti
- José Ramos-Horta, voormalig president van Oost-Timor
- Jorge Sampaio, voormalig president van Portugal
- Juan Manuel Santos, voormalig president van Colombia
- Michel Sidibé, voormalig minister van gezondheid en sociale zaken van Mali
- Javier Solana, voormalig Hoge vertegenwoordiger van de Unie voor buitenlandse zaken en veiligheidsbeleid
- Cassam Uteem, voormalig president van Mauritius
- Mario Vargas Llosa, Peruaans schrijver
- Ernesto Zedillo, voormalig president van Mexico

#### Voormalige leden
- Kofi Annan, voormalig secretaris-generaal van de Verenigde Naties
- Marion Caspers-Merk, voormalig Duits staatssecretaris van gezondheid
- Carlos Fuentes, Mexicaans schrijver
- Asma Jahangir, Pakistaans voormalig speciaal rapporteur van de VN
- George Shultz, voormalig Secretary of State van de Verenigde Staten
- Thorvald Stoltenberg, voormalig Noors minister van buitenlandse zaken
- Paul Volcker, voormalig voorzitter van het Federal Reserve System
- John C. Whitehead, Amerikaans bankier en ambtenaar